# Baaring Musikefterskole
Baaring Musikefterskole er en efterskole, der ligger i den lille by Baaring/Båring lige uden for Middelfart. Efterskolen genåbnede i 2021, da det nye forstanderpar kom til.
Siden 1959 har de gamle bygninger huset kostskoler. Først var det kendt som Baaring Højskole, som sidenhen blev til en efterskole og fik navnet Den Rytmiske Efterskole.
Efterskolen er en inkarneret musikefterskole. Her favner de elever, der vil musikken - uanset deres faglige niveau og deres ambitioner. Skolen har både 9. og 10. klasse  samt en eksamensfri 10. klasse (DECIM) . Som elev vælger man selv hovedfag, sidefag og valgfag.